# Багениці (Граєвський повіт)
Багениці (пол. Bagienice) — село в Польщі, у гміні Вонсош Граєвського повіту Підляського воєводства.
Населення — 138 осіб (2011).
У 1975-1998 роках село належало до Ломжинського воєводства.

## Демографія
Демографічна структура станом на 31 березня 2011 року:
|          | Загалом | Допрацездатний вік | Працездатний вік | Постпрацездатний вік |
| -------- | ------- | ------------------ | ---------------- | -------------------- |
| Чоловіки | 66      | 21                 | 39               | 6                    |
| Жінки    | 72      | 22                 | 37               | 13                   |
| Разом    | 138     | 43                 | 76               | 19                   |